# Marsilea ephippiocarpa
Marsilea ephippiocarpa là một loài dương xỉ trong họ Marsileaceae. Loài này được Alston mô tả khoa học đầu tiên.